# Мурали (Арский район)
Мурали (тат. Мөрәле) — село в Арском районе Республики Татарстан.

## География
Село расположено в 23 км к северо-востоку от Арска на реке Кисьмесь (левый приток Казанки).

## История
Село известно с периода Казанского ханства.
По сведениям переписи 1897 года, в деревне Мрали Мамадышского уезда Казанской губернии проживали 526 человек (243 мужчины, 283 женщины), все мусульмане.

## Население
| Год  | Население |
| ---- | --------- |
| 1989 | 315       |
| 1997 | 305       |
| 2010 | 288       |

В селе проживают в основном татары.

## Социальная сфера
- Муралинская общеобразовательная школа
- Клуб
- Мечеть